# Tossal de Collestret
El Tossal de Collestret és una muntanya de 178 metres que es troba al municipi d'Alcarràs, a la comarca catalana del Segrià.
Al cim podem trobar-hi un vèrtex geodèsic (referència 250116001).